# Нейроонкологія

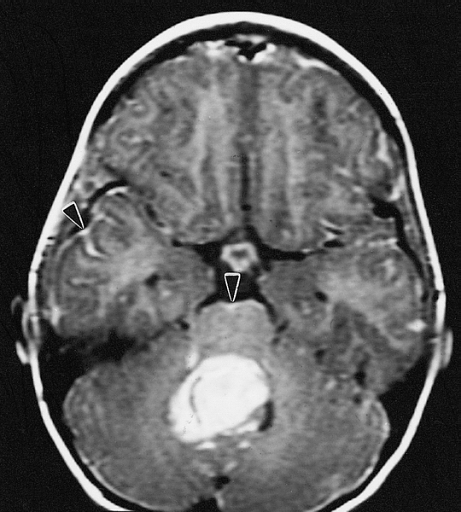
Магнітно-резонансна томографія: яскраво контрастна маса вказує на медулобластому черв'яка мозочка. Дифузне скупчення контрастної речовини в субарахноїдальному просторі (стрілки) вказує на поширення вздовж оболонок мозку.

Нейроонкологія — медична галузь, яка поєднує неврологію та онкологію.

## Про нейроонкологію
Нейроонкологія займається, перш за все, діагностикою, терапією та дослідженням пухлинних захворювань нервової системи, до яких належать наступні види пухлин:
- первинні пухлини центральної нервової системи (пухлини головного мозку та пухлини спинного мозку)
- вторинні пухлини центральної нервової системи (метастази в головний і спинний мозок)
- злоякісні лімфоми центральної нервової системи
- пухлини периферичної нервової системи

В Україні проблемами нейроонкології займається, зокрема, Інститут нейрохірургії імені А. П. Ромоданова НАМН України (Київ). У 2019 році науковцями інституту опублікований посібник «Стандартизація в нейрохірургії. Частина 2. Нейроонкологія» (головний редактор — академік Євген Педаченко).